# Codó
Codó es una ciudad en Maranhão, Brasil. Tiene una población de 122.597 aproximadamente (2018) y un área de 4,361 km².

## Historia
El inicio del asentamiento de Codó data del año 1780, siendo uno de sus primeros exploradores el agricultor Luís José Rodrigues.  Antiguo almacén de bienes, ubicado a orillas del río Itapecuru, las actividades agrícolas mantenidas por los ricos señores de la aristocracia rural de Maranhão y por los agricultores portugueses instalados en la Colonia Petrópolis fueron factores importantes para su desarrollo, en una iniciativa de Francisco Marques Rodrigues.  También fue decisivo para su crecimiento la inmigración de sirios y libaneses, a partir de 1887.
```
La ciudad de Codó fue elevada a la categoría de aldea mediante una Resolución Real, firmada el 19 de abril de 1833. Mediante la Ley Estatal N ° 13, sancionada por el gobernador Alfredo de Cunha Martins, el 16 de abril de 1896, se aprobó  Estado de la ciudad.
```

```
En 1892, se construyó la primera industria de Codó: Companhia Manufatureira e Agrícola, propiedad de Emílio Lisboa.  Uno de los directores de la fábrica, yerno de su propietario, era João Ribeiro, quien en 1908 llevó a Codó Sebastião Archer da Silva, quien fue a trabajar como empleado y años más tarde se convirtió en propietario de la fábrica y uno de los principales políticos del estado de Maranhão.  .
```

```
En 1900, Codó fue visitado por el ilustre futuro presidente Afonso Peña.  Llegó a bordo del barco de vapor de São Salvador, viajando a Caxias, durante su estadía en el norte de Brasil.
```

```
De hecho, el nombre Codó no se deriva de la codorniz o la codorniz, esta teoría no tiene lugar, porque en Maranhao la codorniz se introdujo recientemente a principios del siglo pasado. En 1815 la comandante Paula Ribeiro cita en su trabajo sobre los indios  El río Codozinho, así como el río Codó, su antiguo nombre.  César Marques en su gran diccionario histórico-geográfico de la provincia de maranhão, menciona el pueblo de Codó en ese momento, junto con el río que le dio su nombre, lo que indica que el pueblo de Codó o la ciudad de Codó actualmente tiene su nombre derivado de  Río Codó, hoy Codozinho.  en documentos anteriores, encontramos la siguiente información.
```

```
Con la muerte del padre João Villar, un misionero jesuita, en una guerra entre los guanarés y las tapuias barbudas en 1719, el entonces gobernador de Maranhão, Bernardo Pereira de Berredo, amigo personal del sacerdote jesuita, formó una tropa y exterminó parte de los guanarés y tapuias de Barbados.  donó la tierra para la exploración y colonización portuguesa.  A finales del 
siglo
 
XVIII
, el comandante Pau Real exploró la región extrayendo toda la madera dura de la región entre la margen derecha del río Codozinho o el río Codó y la margen izquierda del río Itapecuru, donde hoy se encuentra la ciudad de Codó.
```

```
Con la tala de los grandes árboles, quedaron sus códigos, tocones o troncos cortados, una región que llegó a llamarse región del codorium, un lugar donde hay muchos códigos cortados, los primeros habitantes construyeron sus casas en la región de los codorios o troncos cortados, donde  fueron deforestados creando así la parroquia de codório o aldea de Codório, que con los años se acortó a Codó, que cambió a la categoría de aldea en la década de 1830 y la categoría de ciudad en 1896 con la creación del municipio de Codó.  Aquí está la teoría más plausible para el origen del nombre Codó.
```

## Geografía
Se encuentra al este de Maranhão.  Su ubicación significa que la ciudad está atravesada por la BR-316 y el ferrocarril São Luís - Teresina que va a Fortaleza y sirve como la principal salida de mercancías, como combustibles, cemento y arrabio.  El municipio, a pesar de estar en el estado de Maranhão, está mucho más conectado con la capital de Piauí, Teresina, debido a su proximidad de solo 169 kilómetros.  Su altitud en relación con el mar es de aproximadamente 47m, el clima predominante es tropical.  Zona horaria UTC-3.  Además, Codó se encuentra en la región de cocais maranhenses, en el valle de Itapecuru, donde está bañado por este importante río del estado, siendo el río más grande de maranhão en extensión.  Codó tiene 3 ríos perennes.  La cuenca hidrográfica Codó está constituida por el río Itapecuru, su importante afluente, el río Codozinho y su afluente es el río Saco, además de muchos pantanos y ríos temporales, como los pantanos, mencionamos el roncador, el pantano de la casiana, el pantano de  tiririca, el brejo da pratinha y el brejo da santana, el arroyo são José que es un afluente del río Itapecuru, y entre los ríos temporales tenemos el río gitano y el arroyo beiço caído

## Demografía
La población del municipio de Codó, según el último censo realizado por el Instituto Brasileño de Geografía y Estadística (IBGE), publicado el 1 de diciembre de 2010, presenta los siguientes datos:
```
* Población masculina: 57,403 habitantes - 48.65%,
* Población femenina: 60,635 habitantes - 51.35%,
** Población total por género: 118,072 habitantes - 100.00%.
* Área urbana: 81,045 habitantes.
* Área rural: 36,993 habitantes.
** Población total del municipio: 118,038 habitantes - 100.00%.
```

## Turismo
Tiene en el su carnaval la principal fiesta, famoso por atraer gente de todas partes, principalmente Teresina y São Luís. La ciudad también tiene varios carnavales fuera de temporada entre los principales: Cornofolia, Tsunami, Vivo Bebu, entre otros.  Los festivales afroreligiosos (terecô) y las festividades de junio, como el maestro Bita do Barão en agosto, atraen a innumerables personas, de otros estados de Brasil e incluso turistas de otros países.  La ciudad tiene una estructura de balnearios para atender a sus visitantes, busca turismo en el Monumento de Codó, el Instituto Histórico y Geográfico de Codó, un museo de historia de Codoense y la Expo Codó.